# Escudo de la provincia de San Luis
El escudo de la provincia de San Luis es un símbolo de forma oval, siguiendo la forma general del escudo nacional de Argentina, con dos venados enfrentados al centro, al pie de cuatro cerros, entre los que asoma un sol naciente. El escudo está diseñado sobre dos conceptos básicos: la independencia argentina y la identidad puntana.
El escudo de la provincia de San Luis comenzó a diseñarse a partir del sello oficial establecido en 1836. En 1939 la Ley N.º 1640 estableció los elementos, en tanto que los colores fueron definidos en 1978.

## Historia
La provincia de San Luis declaró su propia autonomía el 26 de febrero de 1820. Luego de usar como sello el Escudo de Armas del Rey de España durante la colonia, y el escudo argentino desde 1816, el gobernador José Gregorio Calderón, dispuso por decreto del 27 de diciembre de 1836 establecer un sello oficial para la provincia con el siguiente diseño: en el centro, la imagen de tres cerros representando las minas de oro de La Carolina, luego abandonadas, y como complemento, un sol naciente y un animal cuadrúpedo mirando el sol. De este modo, el sello reunió los elementos básicos del escudo provincial: los cerros, el sol y el animal. El sello, cuyo diseño original era del general José Ruiz Huidobro, incluía las siguientes frases: "La provincia de San Luis al General Rosas" y "Gratitud eterna, por su existencia y libertad".
En 1852 una ley acortó la inscripción escrita, quedando solo la expresión "La provincia de San Luis".
A partir de 1862 comenzó a utilizarse un nuevo escudo en el que aparecen cuatro cerros, un sol naciente entre el tercer y cuarto cerro, dos venados enfrentados en la mitad inferior, bordeado por ramas de laurel en forma oval y la expresión abovedada de "Gobierno de San Luis". Los venados son un símbolo del nombre originario del territorio, Punta de los Venados, de donde viene el gentilicio provincial de puntano.
Este escudo fue utilizado en las siguientes ocho décadas, aunque la falta de una norma hizo que el mismo tuviera diferencias de detalle y diseño. Por esta razón, en 1939 la Ley N.º 1640 precisó las características del escudo, sin alterar los elementos con los que venía siendo representado desde 1862, aunque omitió establecer los colores.
La ley define el escudo del siguiente modo, a partir de cuatro elementos:

El escudo de la provincia de San Luis está constituido por los elementos siguientes:
a) una elipse circundada por dos ramas de laurel, unidas en la parte inferior por un lazo de cinta con los colores nacionales que simbolizan nuestras tradiciones emancipadoras;
b) cuatro cerros unidos por sus bases, situados en la parte media, que representan las sierras de San Luis;
c) el sol naciente de la libertad entre el tercero y cuarto cerro, de izquierda a derecha del observador y;
d) dos venados frente a frente en el valle al pie de la sierra, representando a la fauna aborigen de la provincia y recordando el nombre primitivo de la ciudad capital.
Artículo 1 de la Ley 1640.

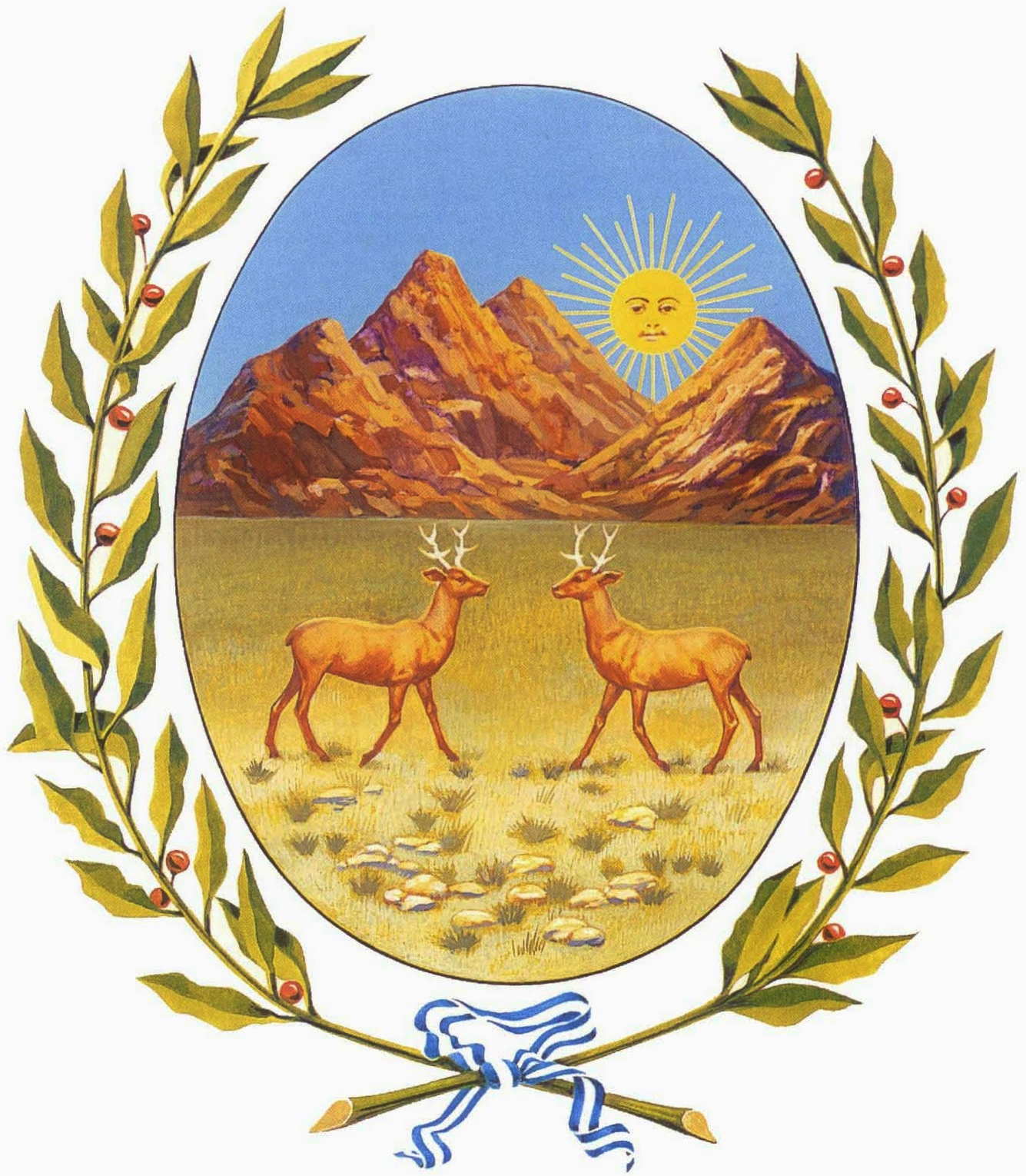
Otra versión del escudo de San Luis.

La omisión sobre los colores de cada elemento fue resuelta por Decreto N.º 800/1978, convalidando la disposición realizada por el Ministerio de Gobierno y Educación.

## Simbología
Las imágenes centrales del escudo son las montañas, los venados y el sol.
Las montañas, representadas como cuatro cerros, simbolizan el paisaje serrano de la provincia impreso por las Sierras Pampeanas y su riqueza minera, así como su fortaleza espiritual. 
Los venados son un símbolo de la identidad y el pueblo puntano mismo, mirándose uno al otro en actitud de encuentro; alude a la denominación original del territorio como Punta de los Venados. 
El sol está tomado del escudo nacional, el que a su vez está tomado del emblema de los incas. El sol fue incluido en el escudo nacional por el platero cuzqueño Juan de Dios Rivera. Francisco Bilbao dice que Rivera "cambió la corona real por el sol, emblema de los incas". Simboliza la independencia, las raíces indígenas y la identidad americana.
La laurea (los laureles) que forman el óvalo representa la victoria y el logro de la independencia; el Himno Nacional Argentino, dedica dos versos a este símbolo: "Sean eternos los laureles,/que supimos conseguir..." El lazo celeste y blanco que anuda las dos ramas de laurel, simboliza la pertenencia a la Nación Argentina y la unidad nacional.